# Kanagale, Hukeri
Kanagale là một làng thuộc tehsil Hukeri, huyện Belgaum, bang Karnataka, Ấn Độ.